# Günther Dehn
 (septembre 2022).
Pour les articles homonymes, voir Dehn.
Günther Carl Dehn (Schwerin, 18 avril 1882 ― Bonn, 17 mars 1970) est un pasteur protestant allemand, spécialiste de théologie pratique. Se qualifiant de socialiste religieux sous la république de Weimar, il sera conduit plus tard, sous le régime nazi, à prendre en charge les formations clandestines organisées par l’Église confessante (en allemand Bekennende Kirche, en abrégé BK) dans la région de Berlin. Auparavant, dans les années 1931-1932, l’affaire Dehn l’avait rendu célèbre dans toute l’Allemagne et fait de lui l’une des premières victimes des virulentes campagnes de dénigrement nationalistes et national-socialistes menées dans les dernières années de la république de Weimar à l’encontre d’intellectuels critiques. Après 1945, il fut titulaire de la chaire de théologie pratique à l’université de Bonn.

## Formation et premières expériences professionnelles
Le père de Dehn occupant la fonction d'inspecteur, puis de directeur régional des Postes, la famille de Dehn eut à déménager plusieurs fois au gré des mutations du père, notamment vers Berlin en 1887, où Dehn fréquenta l’école élémentaire. À partir de 1890, il suivit les cours du collège de Köslin (Poméranie) et de Constance, qu’il acheva par le baccalauréat (Abitur) en 1900. Cette même année, il entama à Berlin d’abord, à Halle ensuite, des études de philologie germanique, d’histoire et de philosophie. S’il s’était d’abord défini comme humaniste, il se qualifiera ensuite de chrétien, après avoir lu le Nouveau Testament ; à propos de cette réorientation d’une pensée humaniste anti-chrétienne vers la pensée chrétienne, il s’exprimera ainsi dans ses mémoires de 1962 (Lebenserinnerungen) : « Je n’ai pas été éveillé par un évangéliste, ni été bouleversé par un sermon, ni été appelé hors d’une existence de péchés et de dérèglement. Je n’ai pas cherché à obtenir le pardon de péchés, mais cherchais le sens de ma vie. À l’issue de mon premier semestre, j’ai trouvé ce sens dans la rencontre avec la figure du Christ. Cela ne s’est pas produit d’un coup, mais était au contraire l'aboutissement d’une longue évolution, marquée de difficiles débats intérieurs à répétition et de ballottements permanents entre oui et non, jusqu'à ce que je découvre enfin la voie vers le large. »
En 1902, il changea d’université pour celle de Bonn, mais en joignant à ses matières d’étude la théologie protestante, en vue de devenir pasteur. Passé son premier examen théologique, il fut versé en 1906 en tant que vicaire dans une école du Boitzenburger Land, dans la Marche de l’Ucker. Après son deuxième examen, il devint en 1908 pasteur auxiliaire à Berlin, puis, jusqu’à l’automne 1911, inspecteur au séminaire (le Domkandidatenstift, détruit pendant la Seconde Guerre mondiale) de Berlin.
En octobre de cette même année, il assuma sa première fonction de pasteur à la Reformationskirche, dans le quartier berlinois de Moabit. Celui-ci hébergeait une grande paroisse ouvrière de quelque 10 000 membres, dont la plupart devaient souvent se contenter du minimum vital. Dehn s’efforça de transmettre le message chrétien à ces ouvriers, en s’appliquant à le mettre en relation avec leurs problèmes quotidiens. En sa qualité de pasteur, il resta, y compris pendant la Première Guerre mondiale, le responsable de la paroisse, et en particulier un interlocuteur pour les jeunesses ouvrières de la métropole ; ayant consigné les expériences qu’il avait eues avec ces jeunes, il les publia, d’abord en plusieurs études entre 1912 et 1923, pour en faire ensuite la matière de son ouvrage, paru en 1929, Proletarische Jugend. Lebensgestaltung und Gedankenwelt der großstädtischen Proletarierjugend (litt. Jeunesse prolétarienne. Construction de soi et univers de pensée de la jeunesse prolétarienne des grandes villes).
En août 1915, il épousa Luise Lahusen, fille du Generalsuperintendent (surintendant général, équivalent de l’évêque dans l’églises protestantes allemandes) berlinois Friedrich Lahusen (de) (1851 - 1927). Dans la dernière année de guerre 1918, il eut la charge des prisonniers de guerre allemands dans les camps de Arnhem et de Hattem, aux Pays-Bas.

## Chrétien et socialiste
Dehn entrevit dans le socialisme religieux de Christoph Blumhardt (1842-1919), de Hermann Kutter (1863-1931) et de Leonhard Ragaz (1868-1945) la possibilité, au lendemain de la révolution spartakiste, de franchir le fossé existant traditionnellement entre Église (protestante) et prolétariat, et fonda à cet effet en 1919 le Bund sozialistischer Kirchenfreunde (litt. Ligue des amis socialistes de l’Église). Lorsque celui-ci fusionna en décembre 1919 avec l'association Neue Kirche (Église nouvelle), dirigée par le pasteur de Charlottenburg Karl August Aner, pour créer le Bund der religiösen Sozialisten Deutschlands (litt. Ligue des socialistes religieux d’Allemagne, en abrégé BRSD), Dehn se démit de la direction, préférant demeurer membre ordinaire.
En 1920, le Putsch de Kapp le poussa à adhérer au SPD ; cependant, constatant que ses efforts pour mener les travailleurs vers le Christ ne rencontraient qu’un faible écho au sein du SPD, il se retira du parti en 1922. Il écrira à ce sujet dans ses mémoires : « Mes efforts en direction du prolétariat n’avaient donné aucun résultat. Le problème de l’Église vis-à-vis des classes laborieuses est resté sans solution jusqu’à ce jour ; comment eût-il pu être résolu à cette époque-là ! Ma joyeuse croyance en la victoire du message évangélique y compris dans le monde du travail industriel moderne s’émoussa lentement et, à de certains moments, tendait à se muer en résignation. » Néanmoins, il souhaitait collaborer à la révolution sociale et montrer aux ouvriers qu’il les comprenait. Il maintint ses liens avec les socialistes religieux, prononçant notamment un discours en 1922 lors d’un grand rassemblement à Berlin, et une conférence en 1924 lors d’un congrès de l’association à Meersburg sur le lac de Constance.
En 1923, Dehn accepta d’être le mentor d’un groupe berlinois du mouvement coopératif Neuwerk, lequel fut fondé après la guerre par Eberhard Arnold et Guida Diehl et s’appliquait à mettre en œuvre dans la vie sociale les commandements contenus dans le sermon sur la montagne et le principe de la communauté de biens du christianisme primitif. Tous les mercredis soir, le groupe se réunissait pendant trois heures au domicile de Dehn, pour tous ensemble lire et étudier la bible et discuter ensuite de questions actuelles, qu’elles fussent d'ordre politique, social, littéraire ou religieux. Le groupe se composait en majorité de jeunes femmes entre 20 et 30 ans, qui, de leur côté, étaient beaucoup en contact professionnel avec des jeunes, en tant que monitrices, assistantes sociales ou enseignantes. Les participants masculins étaient pour la plupart étudiants dans des disciplines comme la théologie, la philologie, les sciences politiques, mais aussi employés de banque et assistants sociaux. Ils étaient majoritairement issus de familles chrétiennes pratiquantes, mais avaient pris, en raison d’expériences négatives avec la mission de jeunesse au sein de l’Église, une attitude plutôt critique envers celle-ci. Ces activités occupèrent Dehn jusqu’à 1931.
Cette même année, Otto Dibelius, alors Generalsuperintendent de la Marche-Électorale, fonda à Berlin l’Institut de pédagogie de la religion, chargée de donner aux instituteurs, au travers de cours du soir pendant un semestre, une formation d'éducateurs chrétiens aptes à prodiguer un enseignement catéchétique. Il demanda Dehn d’y travailler comme formateur, ce que celui-ci fit pour la durée d’une année seulement.
La faculté de théologie protestante de l’université de Münster décerna à Dehn le 31 juillet 1926, en hommage à sa prédication et à ses activités de théologie pratique auprès de la jeunesse, le titre de docteur honoris causa.

## L’affaire Dehn: exclusion de l’enseignement supérieur
Le 6 novembre 1928, Dehn prononça, dans la maison commune de l’église Saint-Ulrich (de) à Magdebourg, une conférence fatidique sur le thème Église et Réconciliation des peuples. Il y affirmait reconnaître certes le droit à la guerre défensive et réprouver le refus de service militaire, mais fit aussi, en se référant à une parole de la Bible (Évangile selon Jean, XV 13), la mise au point suivante :
« Il est d’usage général que l’Église place la mort pour la patrie sous l’invocation de la parole biblique : Il n'y a pas de plus grand amour que donner sa vie pour ceux que l'on aime. Assurément, nous voulons garder à telle mort sa dignité et aussi sa grandeur ; mais nous voulons, avec une non moindre assurance, dire aussi la vérité. En effet, dans cette vision-là des choses, il est fait abstraction de ce que celui qui a été tué voulait lui-même tuer. Pour cette raison, une mise en parallèle avec le sacrifice chrétien est une impossibilité.
L’on devrait aussi, en corollaire, examiner la question de savoir s’il est juste d’ériger, pour les morts au champ d’honneur, des monuments dans les églises. Ne conviendrait-il pas plutôt que nous laissions cela à la communauté civile ? »
Cette déclaration suscita une grand mouvement d’indignation, qui se prolongea pendant des mois et dépassa de loin les limites de la seule communauté protestante de Magdebourg. La question posée par Dehn, réinterprétée avec malveillance, prit aux yeux du public le sens qu’il considérait les soldats comme des assassins et qu’en conséquence il voulait les priver de l’hommage chrétien dans les églises. Dehn reçut de nombreuses lettres d’invectives et de menaces. Le Deutschnationale Volkspartei de Magdebourg-Anhalt fit publier contre lui dans la presse un billet de protestation, déclenchant ainsi une campagne de harcèlement qui déborda sur les autres régions d’Allemagne. En raison des protestations persistantes, y compris des fédérations nationales, les autorités protestantes régionales berlinoises convoquèrent Dehn, qui dut s’expliquer. Six mois après il reçut finalement un blâme au motif que son comportement aurait nui aux « intérêts généraux de l’Église protestante » ; il lui fut enjoint de se comporter à l’avenir de façon plus réfléchie, sans qu’aucune allusion ne fût faite au contenu de son allocution.
À partir de ce moment, Dehn fut connu dans toute l’Allemagne comme le pasteur rouge. Il brigua dès lors en vain une autre charge ecclésiastique en dehors de Berlin ou un poste d’aumônier de prison, ne trouvant aucune commune protestante disposée à l’engager. En 1930 toutefois, il obtint contre toute attente une nomination comme professeur de théologie pratique à l’université de Heidelberg. Mais avant même son entrée en fonction, l’éditeur des Eiserne Blätter, Gottfried Traub (de), se fit un devoir de rappeler à la mémoire publique l’affaire de Magdebourg de 1928, à la suite de quoi le ministère badois suspendit la nomination de Dehn « jusqu’à ce que l’affaire en cause ait été tirée au clair ».
Entretemps, Dehn s’était vu offrir de la part du ministre prussien des affaires culturelles Grimme, lors d’une conversation privée, un autre poste d’enseignant en théologie pratique à Halle. Dehn cependant, qui ne voulait pas renoncer aussitôt à sa candidature à Heidelberg, adressa un courrier à la faculté de théologie de cette université (dont le doyen avait transmis la dénonciation de Traub au ministère badois compétent), la priant de lui manifester sa pleine confiance face aux accusations ressurgies contre lui, à défaut de quoi il lui serait impossible d’accepter sa nomination. Par six voix contre une (celle de Martin Dibelius), il lui fut signifié une réponse négative.
Aussitôt que ce refus lui fut parvenu de Heidelberg, Dehn télégraphia à Grimme son acceptation du poste à Halle et se rendit dans cette ville. Entre-temps cependant, à la faculté de Halle, la Fédération nationale-socialiste des étudiants allemands, ayant eu vent de la possible nomination de Dehn, avait déjà distribué des tracts dirigés contre lui. La faculté s'engagea à le défendre contre d’éventuelles agressions par des étudiants et lui octroya une année de congé pour lui permettre de se préparer à sa nouvelle mission. Durant cette période de congé, qu’il passait en Angleterre, la campagne menée contre lui à l’université de Halle s’intensifia. En juin 1933, il apprit par la presse que la faculté avait refusé de lui accorder son poste d’enseignant. D’autre part, il apprit par sa femme que lors des autodafés de livres en mai 1933, ses propres ouvrages avaient également été brûlés.

## Formation clandestine de pasteurs sous le Troisième Reich
Dehn retourna néanmoins avec son épouse à Schöneberg, où il avait été autorisé à travailler comme pasteur adjoint pendant neuf mois. Le pasteur de la Kaiser-Wilhelm-Gedächtniskirche, son ami Gerhard Jacobi (de), devenu entretemps président de l'Église confessante (BK) de Berlin, proposa à Dehn de travailler comme conseiller en théologie au sein de la BK. Dehn accepta cette offre et se chargea, par des cours et des conférences, de la formation théologique complémentaire des pasteurs berlinois de la BK, bientôt aussi en tant que membre de la Commission d'examen et en tant qu'enseignant à l'École supérieure ecclésiastique de Berlin-Zehlendorf. Celle-ci fut ouverte le 1er novembre 1935 et interdite le même jour. À la fin août 1937 fut promulguée l’ordonnance dite décret Himmler, laquelle, émanée du Reichsführer de la SS et chef suprême de toutes les polices d’Allemagne, interdisait à l'Église confessante l’exercice de toute activité éducative (enseignement et examen) pour étudiants ou candidats pasteurs. La BK poursuivit dès lors son travail de formation dans le plus grand secret.
En mai 1941, lors d’une perquisition au domicile du surintendant Martin Albertz (de) à Spandau, la Gestapo se saisit de l’ensemble des documents relatifs à la formation illégale de la BK berlinoise. Le 9 mai 1941, Dehn fut arrêté sur l’accusation d'activités d’enseignement interdites, et détenu pendant un an jusqu’au 8 mai 1942 dans différentes prisons de Berlin. Peu de jours après avoir purgé sa peine, il fut à nouveau incarcéré, pour n’être finalement libéré que le 3 juillet 1942, et c’est de justesse qu’il échappa à un séjour en camp de concentration. Après une période de convalescence à Tübingen, l’évêque du Wurtemberg Theophil Wurm lui confia à l’automne 1942 une charge de pasteur suppléant à Ravensburg. « J’y fus, pour la première fois de ma vie, un pasteur apprécié, aimé et vénéré de la commune des fidèles », déclarera-t-il. Entre 1946 et 1954, Dehn enseigna à Bonn comme professeur de théologie pratique.
L’université de Münster lui avait décerné en 1928 un doctorat honoris causa en théologie.

## Distinctions
- 1952 : Officier de l'Ordre du Mérite de la République fédérale d'Allemagne (Verdienstkreuz 1. Klasse)

## Œuvres
- Die religiöse Gedankenwelt der Proletarienjugend in Selbstzeugnissen dargestellt. Éd. Furche, Berlin 1923
- Der Gottessohn. Eine Einführung in das Evangelium des Markus. Berlin 1929
- Kirche und Völkerversöhnung. Dokumente zum Halleschen Universitätskonflikt. Mit einem Nachwort von Günther Dehn. 1931
- Meine Zeit steht in Deinen Haenden. Biblische Meditationen fuer alle Sonn- und Feiertage des Kirchenjahres. Éd. Furche, Berlin 1937
- Die zehn Gebote Gottes – Nach Luthers kleinem Katechismus für Kinder erzählt. Göttingen 1939
- Bleibe bei uns, Herr: Biblische Meditationen für die Sonn- und Festtage des Kirchenjahres.  Éd. Furche, Hamburg 1959
- Pour une bibliographie complète, se reporter à : J. F. Gerhard Goeters: Günther Dehn. In: Theologische Realenzyklopädie 8 (1981), p. 390-392